# 台灣聖公會
聖公會臺灣教區（英語：Episcopal Diocese of Taiwan），是美國聖公會於1954年建立的美國聖公會海外教區，屬於美國聖公會第八教省。台灣聖公會在行政體系上雖屬美國聖公會所轄，但實為自立自養教區。
- 現任教區主教：張員榮主教
- 教區座堂：聖約翰座堂（台北）

## 歷史

### 日治時期

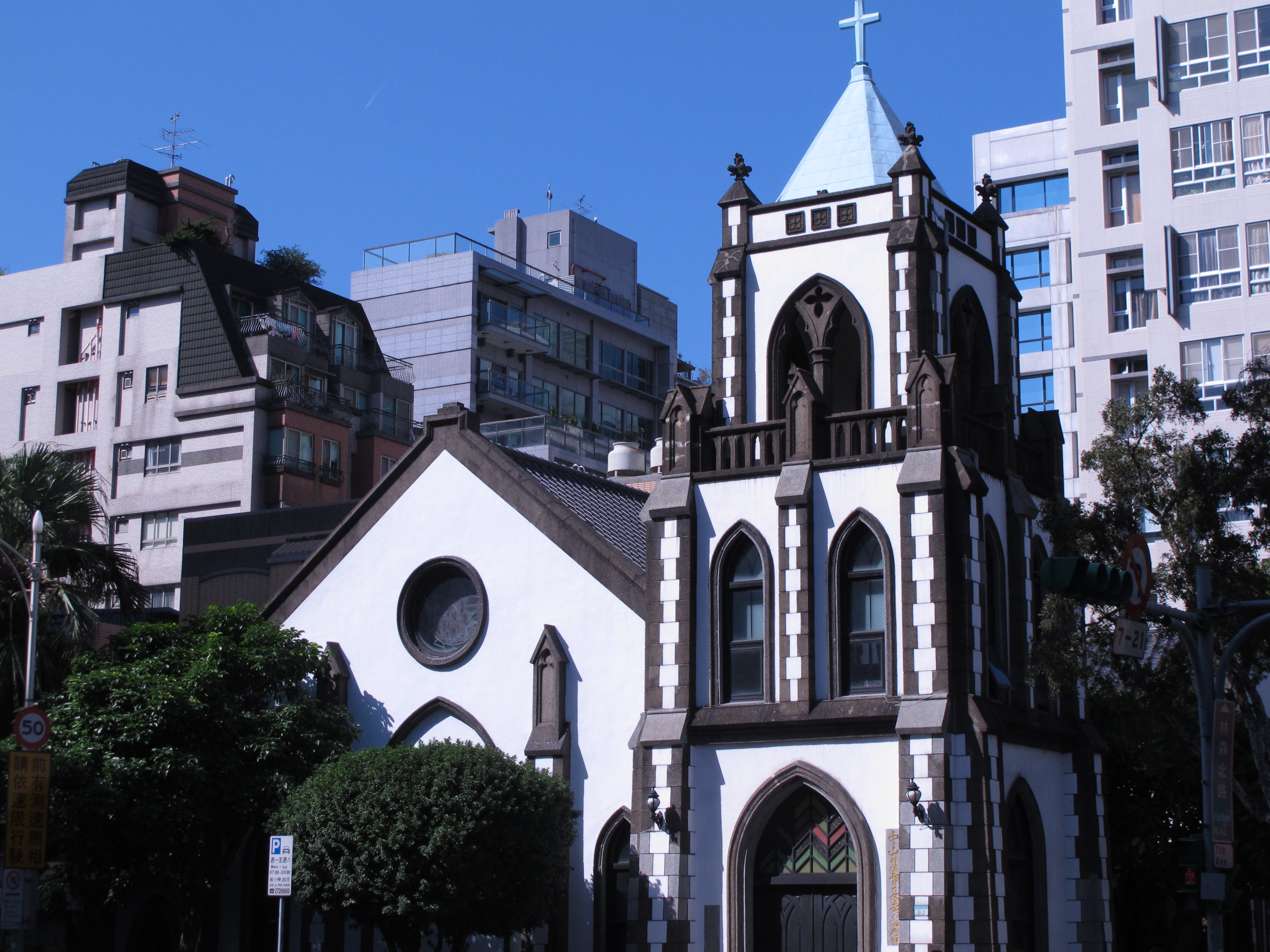
台灣基督長老教會中山教會禮拜堂（原台北聖公會禮拜堂）

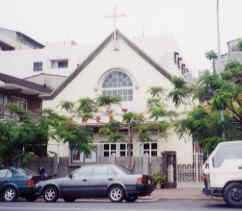
台灣基督長老教會台南南門教會舊禮拜堂（原台南聖公會禮拜堂）

日本聖公會於1897年派遣第一位巡迴牧師皆川晃雄（Minagawa Akio）來台，翌年（1898年）又派遣寺田藤太郎（Terada Fijitaro）擔任首位常駐牧師，並在台北設立講義所。自1905年至1945年間，日本聖公會先後在台北、台中、台南與基隆等地設立教會，教友人數達千人左右，主要為日籍居民，並隸屬於日本聖公會大阪教區。
戰後日本撤離台灣，原屬的聖公會教堂有的轉由其他基督教派接收。其中，台南聖公會禮拜堂（創立於1926年）現為台南南門基督長老教會；台北聖公會禮拜堂（1937年）則為今日的中山基督長老教會。其他包括1936年設立的基隆聖公會禮拜堂，以及1939年的台中聖公會禮拜堂也為當時的重要設施。

### 國民政府播遷來台初期
1948年，隨國民政府來台的中華聖公會信徒於台北市金門街一處私人住宅聚會，由上海監理會楊詠經牧師牧養。其後，教友們亦曾借用金甌女子職業學校以及位於原日本聖公會大正町教堂（即後來的中山長老教會）等處進行禮拜活動。1949年，來自中華聖公會鄂湘教區漢口諸聖堂的劉汝霖牧師抵達高雄岡山，展開佈道工作。

### 美國聖公會夏威夷教區兼管時期
1954年，美國聖公會指派夏威夷教區主教甘納德（The Rt. Rev. Harry S. Kennedy）兼管台灣教務，並由其建立台北聖約翰堂。1956年，甘納德主教親自主持聖約翰堂的獻堂祝聖與首次堅振禮。1961年1月1日，台灣教區召開第一屆年議會，會址為岡山諸聖堂。

### 台灣傳道區時期
1961年7月6日，日本聖公會正式將台灣教會管轄權移交美國聖公會。同年9月，美國聖公會第60屆總議會通過成立「台灣傳道區」（Missionary District of Taiwan），並按立吉爾生牧師（The Rev. Charles Packard Gilson）為夏威夷教區副主教，常駐台灣。同年11月2日，吉爾生於台北聖約翰堂舉行陞座典禮。
1962年2月10日，於台南天恩堂召開第二屆年議會，並通過台灣聖公會會旗形制。1963年1月12日，於台北聖約翰代座堂召開第三屆年議會，正式確認教會名稱為「台灣聖公會」。
1964年10月，美國聖公會第61屆總議會選出王長齡為台灣聖公會第一任主教。其陞座典禮於翌年1月7日在聖約翰座堂舉行。1965年3月31日，設立教區辦事處「顯現堂」並舉行獻堂祝聖。1966年，第五屆年議會於高雄聖保羅堂召開，通過台灣教區憲章規例草案。1967年9月22日，台灣聖公會與上海聖約翰大學暨聖瑪利亞女校校友會合辦「新埔工業專科學校」，同年開學。

### 台灣差傳教區時期
1970年6月，美國聖公會第63屆總議會通過，將台灣傳道區升格為「台灣差傳教區」（Missionary Diocese of Taiwan），並賦予台灣教區自行選舉主教之權利。1970年9月，於高雄聖保羅堂召開特別議會，選出龐德明會吏總為第二任主教，並於翌年1月6日在台北僑光堂祝聖，翌日於台北聖約翰座堂陞座。
1974年，教區舉行宣教20周年慶祝活動，邀請美國聖公會主席主教韓恩思（The Most Rev. John E. Hines）訪台，舉辦佈道會、音樂會及募款等。1976年6月2日，與天主教會簽署互認聖洗禮協議。1979年，教區選出張培揚為第三任主教，並於1980年1月6日與7日分別在降臨堂與聖約翰座堂舉行祝聖及陞座典禮。1987年召開特別議會，選出簡啓聰為第四任主教，翌年3月25日於台北聖約翰座堂舉行祝聖與陞座典禮。

### 台灣教區時期
1988年7月，美國聖公會第69屆總議會決議，將台灣從差傳教區升格為完整「台灣教區」（Diocese of Taiwan）。1991年，簡啓聰主教應中國基督教協會之邀率團訪問中國大陸。
2000年5月，於台中召開第40屆年議會，選出賴榮信為第五任主教，於同年11月25日在高雄聖提摩太堂祝聖，並於翌年8月24日在聖約翰座堂陞座。2000年亦與加拿大聖公會新西敏教區締結姊妹教區關係（後已終止）。
2001年，教區主辦東亞聖公會（CCEA）主教會議。2004年為慶祝宣教50周年，出版多種禮儀單行本，並於5月舉辦全教區活動與聯合感恩禮拜。同年與日本聖公會大阪教區締結姊妹教區。2006年，張玲玲牧師代表教區參與聯合國婦女地位委員會第50屆會議。2009年莫拉克風災後，本教區教友與青年積極投入賑災行動。
2010年出版教區首部完整公禱書中文版，翻譯自美國聖公會版本。2012年再次主辦CCEA主教會議，陳金地牧師於同年獲頒「美國聖公會管家奉獻獎」。2014年舉行宣教60周年慶祝大會，出版《聖經和合本修訂版附次經》並在台中舉行感恩禮拜。
同年9月，美國聖公會主教院會議於台北召開，11月舉辦詩班節。2015年舉行基督徒合一祈禱會，並設立「龐德明主教會議廳」。2017年再次舉行基督徒合一祈禱會。
2018年，李凱玲宣教士將由金門砲彈鋼打造的十字架代表台灣教區贈予坎特伯里大主教韋爾比。同年教區代表團拜訪教廷，由賴主教向教宗方濟各獻詞並贈送十字架。
2019年8月3日，張員榮於台中聖雅各堂當選為第六任主教，於2020年2月22日舉行祝聖與陞座典禮。
2024年5月3日，嘉義聖彼得堂升格為牧區，並通過與洛杉磯教區締結為姊妹教區。同年5月25日林口聖多馬堂祝聖，7月6日桃園基督堂升格牧區，9月28日舉行宣教70周年慶祝活動。11月30日，高雄聖保羅堂亦升格為牧區。2025年3月4日，於嘉義拓設嘉北福音中心。

## 聖公會臺灣教區歷任主教
台灣聖公會成立迄今，約可分為三個階段：
一、草創、開拓期，以兩位美國出身的主教為代表：
1. 甘納德 主教（1954年－1960年）
2. 吉爾生 主教（1961年－1964年）
二、形成、發展期，以三位香港出身的主教為代表：
3. 王長齡 主教（1965年－1970年）（臺灣教區第一任主教）
4. 龐德明 主教（1971年－1979年）
5. 張培揚 主教（1980年－1987年）
三、自立、本色化時期，以三位本土出身的主教為代表：
6. 簡啟聰 主教（1988年－2001年）
7. 賴榮信 主教（2001年－2020年）
8. 張員榮 主教（2020年2月22日起）

台灣聖公會目前設立有六個牧區、七個傳道區及三個宣道所。台灣聖公會本著基督的博愛精神，積極為主傳揚真道、領人歸主。未來期盼更藉由教會牧養工作、社會服務工作及教育事工使福音廣傳，並得以建立新的堂區，進而能成為一獨立的教省。
台灣聖公會在2020年2月22日舉行主教祝聖暨陞座禮，由2019年8月3日當選為繼承主教的張員榮牧師，接替賴榮信主教就任第八任教區主教。

## 禮拜堂

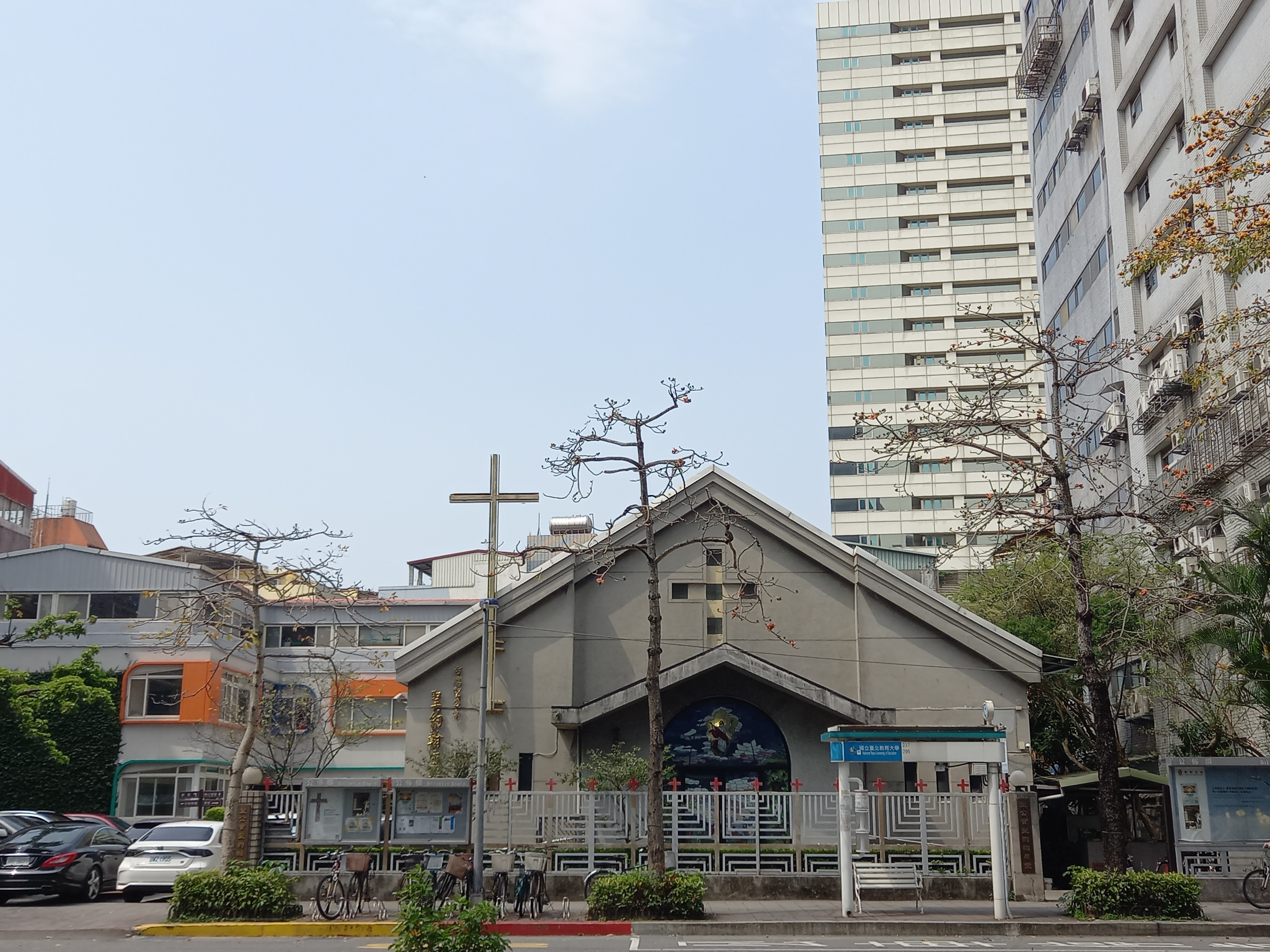
聖約翰座堂

| 北部                                           |                                  |
| 顯現堂 （Epiphany Chapel）                     | 臺北市中正區杭州南路一段105巷7號 |
| 聖約翰座堂 （St. John's Cathedral）            | 臺北市大安區復興南路二段280號    |
| 牧愛堂（Church of the Good Shepherd）          | 臺北市士林區中正路509號          |
| 淡水降臨堂（Advent Church, Tamsui）            | 新北市淡水區淡金路四段499號      |
| 聖三一堂（Holy Trinity Church, Keelung）       | 基隆市信義區東明路163號          |
| 聖司提反堂（St. Stephen's Church, Keelung）    | 基隆市中山區中和路168巷6弄29號   |
| 聖多馬堂（St. Thomas Church, Linkou）          | 新北市林口區民有街86號1樓        |
| 基督堂 （Christ Church, Chungli）              | 桃園市平鎮區崇義三街33號         |
| 人文書苑 （Hsinchu Episcopal Church）          | 新竹市東區關新北路12號           |
| 中部                                           |                                  |
| 聖雅各堂（St. James' Church, Taichung）        | 臺中市西區五權西路一段23號       |
| 景星堂（Church of the Leading Star, Taichung） | 臺中市太平區光興路530巷8號       |
| 南部                                           |                                  |
| 聖彼得堂（St. Peter's Church, Chiayi）         | 嘉義市東區興中街8號              |
| 天恩堂（Grace Church, Tainan）                 | 臺南市東區崇德路550巷24號        |
| 岡山諸聖堂（All Saints Church, Kangshan）      | 高雄市岡山區介壽路5號            |
| 聖保羅堂（St. Paul's Church, Kaohsiung）       | 高雄市三民區自強一路200號        |
| 聖提摩太堂（St. Timothy's Church, Kaohsiung）  | 高雄市新興區忠孝一路262號3樓     |
| 聖馬可堂（St. Mark's Church, Pingtung）        | 屏東縣屏東市忠孝路120之11號      |
| 東部                                           |                                  |
| 聖路加堂（St. Luke's Church, Hualien）         | 花蓮縣花蓮市明心街1-6號          |

## 外部連結
- 台灣聖公會 （页面存档备份，存于）
- 美國聖公會（页面存档备份，存于）